# Blepharistemma
Blepharistemma es un género de árboles tropicales monotípico perteneciente a la familia Rhizophoraceae.  Su única especie: Blepharistemma serratum (Dennst.) Suresh, es orioginaria de Asia

## Descripción
Es un árbol que alcanza un tamaño de hasta 6 m de altura. Tiene la corteza gris, corchosa con lenticelas. Las ramitas cilíndricas y pubérulas. Las hojas simples, opuestas con estípulas caducas que dejan cicatriz, con pecíolo de hasta 1 cm de largo, las láminas elípticas o angosto obovadas y el ápice acuminado, la base aguda o cuneada. Las inflorescencias axilares con flores de color blanco. El fruto es una cápsula, subglobosa de 0,7 cm de ancho, con semillas ariladas.

## Distribución y hábitat
Se encuentra en el sotobosque húmedo en los bosques perennifolios a una altitud de  hasta 700 metros en los Ghats occidentales.

## Taxonomía
Blepharistemma serratum fue descrita por (Dennst.) Suresh y publicado en Interpr. Hort. Malab. 214, en el año 1988.
- Blepharistemma corymbosum Wall. ex Benth.
- Blepharistemma membranifolium (Miq.) Ding Hou
- Dryptopetalum membranaceum Miq. ex Benth.
- Gynotroches membranifolia Miq.
- Rodschiedia serrata Dennst.[3]